# Paus Johannes VII
Johannes VII (Rossano, datum? - Rome, 18 oktober 707) was paus van 1 maart 705 tot 18 oktober 707.
Johannes was een geleerde Griek. Hij sloot weer vrede met de Longobarden. Hij was toegevend tegenover Byzantium.
Hij liet veel bouwen in Rome en bevorderde de mozaïekkunst. Een mozaïekafbeelding van Johannes bevindt zich in de Vaticaanse grotten. Hij herbouwde het in 601 verwoeste klooster in Subiaco, de eerste hermitage van de H. Benedictus.
Cursief: tegenpaus